# The Little Ark
The Little Ark è un film del 1972 diretto da James B. Clark.